# Svinule
Svinule (Glomerida) jsou řád členovců z třídy mnohonožek, zahrnující více než 250 druhů. Jejich český název je odvozen od schopnosti svinout se v ohrožení do kuličky. Jsou užitečné tím, že konzumují odumřelý rostlinný materiál a podílejí se na tvorbě humusu.

## Rozšíření
Svinule se vyskytují převážně na severní polokouli. Jsou rozšířeny v Evropě, Asii, Severní a Střední Americe na jih až po Guatemalu a v severní Africe. Pouze některé druhy v Indonésii se vyskytují i v oblasti rovníku. V České republice byl zaznamenán výskyt osmi druhů, z toho jeden – drobnulka zemní (Geoglomeris subterranea) – je zde kriticky ohrožený a dva jsou uvedeny jako zranitelné.

## Popis

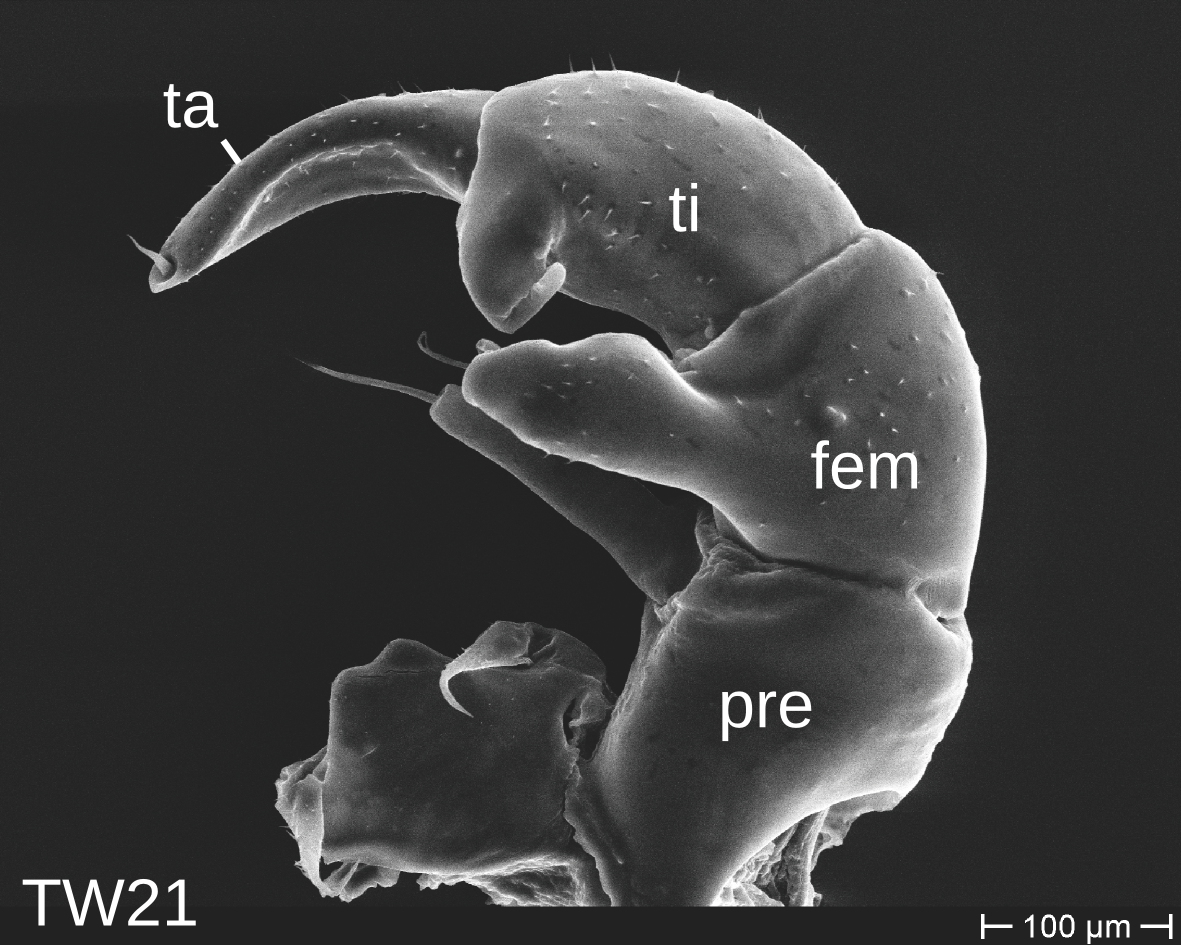
Telopod druhu Trachysphaera lobata

### Tělo a nohy
Svinule dorůstají délky do 20 mm. Mají krátké, zespodu zploštělé tělo složené z dvanácti výrazně klenutých tělních článků. Hřbetní štítky jsou u většiny zástupců na povrchu hladké, ale u druhů rodu Trachyspharea jsou výrazně příčně žebrované. Jednotlivé štítky nejsou navzájem pevně spojené, díky čemuž se svinule dovedou stočit do kuličky, přičemž okraj telsonu (předposlední tělní článek svinulí) zapadne do oblouku na velkém hrudním článku a tvar trupu jim při tom umožňuje schovat všechny nohy. Samci mají 19 párů nohou, samice jen 17. Na rozdíl od ostatních mnohonožek nemají samci svinulí gonopody, ale poslední tři páry končetin se jim přeměnily v telopody, jež při kopulaci slouží k držení samice.
Větší druhy svinulí, které nežijí hluboko v zemi, mají často výstražné zbarvení v podobě žlutých, oranžových nebo červených skvrn.

### Hlava
Na hlavě mají několik jednoduchých oček, nazývaných ocelli. Mezi nimi a tykadly se nachází Tömösváryho orgán ve tvaru podkovy. Tykadla jsou štíhlá, poměrně dlouhá a nachází se blízko u sebe. Při svinutí zůstanou hlava i tykadla skryty pod telsonem.

## Taxonomie
Spolu s řády Glomeridesmida a Sphaerotheriida jsou svinule řazeny do nadřádu Pentazonia. Počet druhů se uvádí od 250 do 450. Nejpočetnějším rodem tohoto řádu je rod Glomeris, do kterého spadá asi 100 druhů svinulí.

## Ekologie a chování
Svinule se vyskytují ve svrchních vrstvách opadanky a humusu, v trouchnivém dřevě a pod kůrou stromů. Preferují zejména vápenaté půdy. Některé druhy žijí i v jeskyních.
V ohrožení se svinule stočí do klubíčka, čímž si chrání nohy a hlavu, a v této poloze se také snadno skutálí do štěrbin v zemi a unikne predátorům. Dalším účelem této polohy může být minimalizace ztrát vody. Kvůli přizpůsobení těla na tento způsob obrany se však svinule pohybují pomalu a nejsou schopny pohybu do stran. Dalším obranným mechanismem některých svinulí je vylučování odpudivých látek v podobě alkaloidů otvorem uprostřed hřbetního štítku. Větší svinule se živí odumřelým rostlinným materiálem a vylučují velké množství exkrementů, čímž napomáhají k tvorbě humusu.
U samců pyrenejských svinulí rodu Loboglomeris byla pozorována stridulace za účelem nalákání samice.